# Hongdu JL-10
Hongdu L-15 Falcon (猎鹰) je kitajski dvomotorni nadzvočni trenažer in lahki jurišnik. Razvili so ga pri Hongdu Aviation Industry Corporation (HAIG) za potrebe Kitajskih letalskih sil in mornarice. Prvi let je bil 13. marca 2006. Glavni načrtovalec je bil Džang Hong (张弘), najverjetneje je pri načrtovanju pomagal ruski Jakovljev. Po obliki je L-15 zelo podoben Jakovljev Jak-130/Aermacchi M-346. Konkurent L-15 je Guidžou JL-9/FTC-2000, ki je prav tako v fazi testiranja. L-15 so javno prestavili na letalskem šovu Džuhaj leta 2004.
Letalo ima krmilni sistem fly-by-wire, stekleni kokpit in HOTAS. Lahko se ga oboroži z do 3 tonami bojnega tovora. 

## Specifikacije
Podatki iz Military-Today
L-15
Splošne karakteristike
- Posadka: 2 (študent in inštruktor)
- Dolžina: 40,256 ft (12,27 m)
- Razpon kril: 31,1 ft (9,48 m)
- Višina: 15,78 ft (4,81 m)
- Teža praznega letala: 9920 lb (4500 kg)
- Naložena teža: 14300 lb (6500 kg)
- Maks. vzletna teža: 20900 lb (9500 kg)
- Pogon letala: 2 × Ivčenko Progress AI-222K-25 turbofan z dodatnim zgorevanjem

 Zmogljivost 
- Maks. hitrost: Mach 1,4 (924,1 mph)
- Bojni radij: Vsaj 550+ km ()
- Največji doseg: 3100 km (1926 milj)
- Višina leta: 52500 feet (16000 m)
- Hitrost vzpenjanja: >39370 ft/min (z dodatnim zgorevanjem) (>200 m/s)